# Sint Antheunishofje
Het Sint Antheunishofje is een 17e-eeuws hofje in de stad Middelburg aan de gelijknamige Sint Antheunisstraat. De stichter, wiens naam niet bekend is, bepaalde dat het hofje enkel bewoond mocht worden door mannen. Ooit telde Middelburg vijf hofjes, waarvan het Sint Antheunishofje als enige nog bestaat. Wel werd er in de oorlogsperiode weer een hofje bijgebouwd, namelijk het Hofje Onder Den Toren. In de stad Middelburg bevond zich weinig industrie en had daardoor weinig arbeiders die op oudere leeftijd afhankelijk waren van publieke armenzorg, hierdoor werden er ook relatief weinig hofjes gesticht. In de loop van de 20e eeuw was het hofje in verval, maar nog wel bewoond. In 1976 kwam het hofje onder beheer van de Woningbouwvereniging Middelburg die direct plannen maakte om het hofje te renoveren. Daar de huisjes erg klein waren werd besloten het aantal huizen te verminderen naar vier, door steeds twee huisjes samen te voegen. Bij de renovatie is de historiciteit van het interieur niet in acht genomen.
De straat waaraan het hofje ligt heette in de 17e eeuw de Vogelzangstraat. Later werd de naam gewijzigd naar Sint-Jorisstraatje. In de 20e eeuw raakte de naam Sint Antheunisstraat in gebruik, verwijzend naar het hofje.

## Omschrijving
Het hofje bestaat uit twee aaneengebouwde huizenrijen met elk vier huisjes, die tegenover elkaar staan en verbonden zijn met elkaar door een pothuis aan de noordzijde. De bebouwing vormt een U-vorm met in het midden een bleek, het gemeenschappelijke binnenterrein. De huizen zijn klein en laag en hebben twee verdiepingen, een begane grond en een zolder. Aan de straatzjide worden de huizenrijen afgesloten door witgepleisterde puntgevels. Het binnenterrein wordt van de straat gescheiden door een gietijzeren hek.